# 假金桔属
假金桔属（学名：Rejoua）是夹竹桃科下的一个属，为直立灌木或小乔木植物。该属共有约5种，分布于非洲西部及西北部和亚洲的斯里兰卡、印度、马来西亚。